# Черноглазов, Константин Алексеевич
Константин Алексеевич Черногла́зов (1910 — ?) — конструктор оружия.

## Биография
Окончил ЛЭТИ (1931), работал на заводе «Электроприбор».
В 1935—1936 годах служил в Северной военной флотилии. С 1936 года в Москве.
Участник Великой Отечественной войны, с марта 1943 года служил на Балтийском Флоте, старший техник-лейтенант, затем инженер-капитан.
С 1945 году работал в объединении «Электроприбор». Умер между 1972 и 1985 годами.

## Награды и премии
- Сталинская премия третьей степени (1946) — за разработку конструкции нового прибора управления стрельбой
- орден Красной Звезды (6.3.1945)
- медали.